# Бондаревское
Бондаревское (укр. Бондарівське) — посёлок в Амвросиевском районе Донецкой области Украины. Находится под контролем самопровозглашённой Донецкой Народной Республики.

## География

#### Соседние населённые пункты по странам света
С, СЗ: Григоровка
СВ: Покровка (Амвросиевский район), Степано-Крынка, Новопетровское
З: Агрономичное, Многополье
В: Котовского, Родники
ЮЗ: Червоносельское, Володарского, Зеркальное
ЮВ: Елизавето-Николаевка, Трепельное
Ю: Металлист, Кутейниково

## Население
Население по переписи 2001 года составляло 508 человек.

## Общая информация
Почтовый индекс — 87323. Телефонный код — 6259. Код КОАТУУ — 1420685203.

## Местный совет
87323, Донецкая область, Амвросиевский район, пос. Металлист, ул. Молодёжная, 6